# Фенілкетонурія
Фенілкетонурія, ФКУ («Феніл-» — від слова фенілаланін, «-кетон-» — від слова кетони, «-урія» — виділення продуктів обміну з сечею) — спадкова хвороба, яка зумовлена дефектом гена ферменту фенілаланінгідроксилази, що знаходиться на довгому плечі 12 хромосоми (12q 22-24). Фенілпіровиноградна олігофренія була описана в 1934 році Феллінгом. Діти, народжені з фенілкетонурією, не здатні метаболізувати фенілаланін (амінокислота), який через це накопичується в крові. Така ненормальна висока кількість фенілаланіну перешкоджає нормальному розвитку мозку. За умови відсутності лікування, призводить до розумової відсталості. Спадкове захворювання, яке характеризується головним чином ураженням нервової системи, успадковується аутосомно-рецесивно.

## Етіологія
Хвороба пов'язана із дефіцитом ферменту фенілаланін-4-гідроксилази чи його кофактору тетрагідротіоптерину, що призводить до нагромадження фенілаланіну (ФА) в рідких середовищах організму. У нормі дані ферменти каталізують перетворення незамінної амінокислоти ФА в тирозин. Це інгібування викликає вторинні блоки. 

## Патогенез
Рівень ФА починає різко зростати, посилюється його виділення із сечею. Також виділяються продукти трансамінування: фенілпіровіноградна кислота, фенілоцтова кислота (спричиняє запах сечі), фенілмолочна кислота, фенілглютамін. Усі ці речовини порушують метаболізм та призводять до розладів нервової тканини. Відзначається збільшення ФА в спинномозковій рідині. 
Причиною нейродегенеративних процесів у мозку, які спостерігаються при фенілкетонурії, вважається дефіцит нейромедіаторів, викликаний відносним зниженням кількості тирозину та інших "великих" амінокислот (триптофану), що конкурують з ФА при переносі через гемато-енцефалічний бар'єр. 

## Клінічні ознаки
Дитина при народженні виглядає здоровою. Відставання у психічному розвитку може бути поступовим та стати очевидним тільки через кілька місяців. Ранній симптом захворювання - блювота, іноді настільки сильна, що її випадково розцінюють як прояв пілоростенозу. Можливі підвищена дратливість, екзема та стенози. 
У старшомі віці неліковані діти стають гіперактивними, здійснюють безцільні рухи, ритмічні погойдування, у них визначається атетоз. При об'єктивному обстеженні привертає увагу те, що дитина виглядає білявою, у неї світла шкіра та блакитні очі. У деяких хворих виявляється себорейна чи екзематозна шкірна висипка. Від них відходить незвичайний запах фенілоцтової кислоти, який характеризують як запліснявілий, мишачий чи вовчий. У більшості дітей визначаються гіпертонус, тремор та підвищення глибоких сухожилкових рефлексів. Близько четверть дітей страждає судомами. 
Поведінка змінена: вони здаються або добродушними та привітними, або нервовими та запальними. Часто в нелікованих дітей визначають мікроцефалію, виступаючу верхню щелепу з широко розставленими зубами, гіпоплазію емалі, відставання в рості. Розвивається олігофренія різного ступеня тяжкості, включно до ідіотії.

## Діагностика

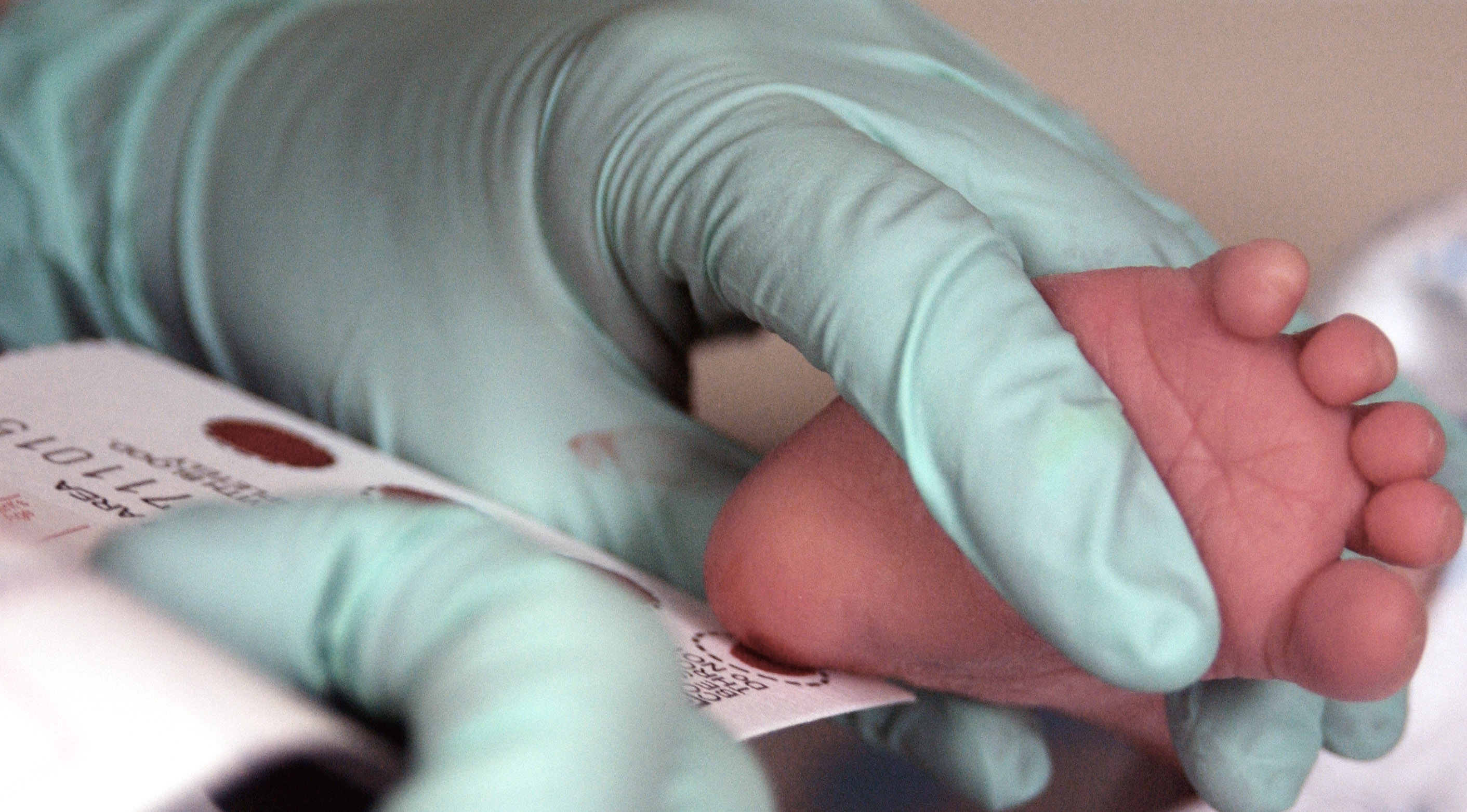
Аналіз крові двотижневого немовляти на фенілкетонурію. США

За допомогою аналізу, розробленого в 1960-ті роки за фінансування March of Dimes, дітей перевіряють до виписки з пологового будинку. Аналіз крові береться шляхом проколювання п'ятки новонародженого. Кров відсилають до спеціальної лабораторії, щоб виявити рівень фенілаланіну. Якщо останній є високим, з'ясовують, чи дитина хвора на ФКУ, чи є якась інша причина підвищення рівня фенілаланіну.[джерело?]

## Лікування
Люди, хворі на фенілкетонурію, притримуються спеціальної дієти, вилучаючи з харчування певні продукти, а саме: м’ясо, рибу, сир, молоко, горох, боби, горіхи, халву та борошняні вироби. Призначають суміші (берлофен, лафеналак, білковий гідролізат), які містять різні амінокислоти крім фенілаланіну[джерело?].
З 2018 року у США використовують рекомбінантний ферментний препарат пегваліаза для лікування дорослих.